# Aron Hernández
Aron Hernández (Santiago de Chile; 3 de octubre de 1995) es un actor chileno. Se dio a conocer al interpretar al músico Jorge González en la serie Los Prisioneros de Movistar TV.

## Biografía
Aron Hernández estudió Actuación en el Instituto Profesional ARCOS.
A principios de 2020, poco antes de egresar, asistió a un casting para la serie Los Prisioneros, inspirada en la popular banda chilena del mismo nombre. El papel que obtuvo fue el del vocalista Jorge González.
Los Prisioneros fue estrenada el 15 de enero de 2022 por la plataforma de streaming Movistar TV para toda América Latina.
Este fue su debut en la actuación y le valió una nominación a los Premios Caleuche en la categoría Mejor Actor Protagónico en Series y/o Miniseries.
El 18 de octubre de 2024 se estrenó la serie Vencer o morir de Prime Video donde tiene el rol de Comandante Ramiro.

## Filmografía

### Películas
| Cine | Cine                | Cine              | Cine          |
| Año  | Película            | Papel             | Director      |
| ---- | ------------------- | ----------------- | ------------- |
| 2024 | El lugar de la otra | Fernando Arellano | Maite Alberdi |

### Teleseries
| Año  | Título          | Papel             | Notas                            |
| ---- | --------------- | ----------------- | -------------------------------- |
| 2022 | Los Prisioneros | Jorge González    | Personaje principal; 8 episodios |
| 2023 | Enigma          | Eduardo Moya      |                                  |
| 2024 | Poemas malditos | Reyes             |                                  |
| 2024 | Vencer o morir  | Comandante Ramiro | Elenco principal; 8 episodios    |

## Premios y nominaciones
| Año  | Premio           | Categoría               | Programa        | Resultado |
| ---- | ---------------- | ----------------------- | --------------- | --------- |
| 2023 | Premios Caleuche | Mejor actor protagónico | Los Prisioneros | Nominada  |